# Faza oralna
Faza oralna – faza rozwoju psychoseksualnego człowieka w 1–2 roku życia w okresie niemowlęctwa.

## Charakterystyka
Według koncepcji Sigmunda Freuda źródłem energii (przyjemności i nieprzyjemności) przez pierwszych 18 miesięcy są usta pobierające pokarm. Gdy pojawiają się pierwsze zęby, gryzienie i połykanie jest prototypem późniejszych zachowań. W fazie oralnej gdy matka karmi, pielęgnuje i chroni od przykrości własne dziecko, kształtują się uczucia zależności. Uczucia zależności mają charakter trwały i uaktywniają się w momencie lęku lub niepewności.

## Osobowość oralna
Osobowość oralną uosabia w życiu dorosłym m.in.: osoba łatwowierna lub sarkastyczna. Charakter oralny mogą charakteryzować następujące zachowania, występujące u starszych dzieci i osób dorosłych:
- postawa zależności, bierności, domaganie się protekcji, opieki i wsparcia;
- usta jako źródło przyjemności (ssanie, picie, jedzenie, całowanie);
- osoby przeżywające stres lub negatywne uczucia rozładowują napięcie poprzez jedzenie;
- optymizm i pewność siebie – pesymizm i zaburzenia depresyjne;
- spełnianie się zawodowe w pracy monotonnej, mało atrakcyjnej dającej poczucie bezpieczeństwa;
- palenie papierosów, fajki, cygara – nieświadome i symboliczne przeżywane pragnienie ssania piersi matki;
- szczególne podniecenie w trakcie stosunku lub masturbacji oralnej;
- wybór zawodów o charakterze opiekuńczym typu przedszkolanka, nauczyciel, zakonnica;
- tendencja do wykorzystywania innych (agresja) w połączeniu z zawiścią;
- nadkompensacja zachowań nad wyraz męskich i aktywnych.